# Advanced Communications Riser
Advanced Communications Riser ou ACR, é um conector e uma especificação técnica para slots de expansão em placas-mãe de PCs. Foi projetado como um complemento para os slots PCI, um substituto dos slots AMR e um concorrente dos slots CNR.

## Tecnologia
A especificação ACR oferece um método de baixo custo para conectar determinadas placas de expansão a um computador, particularmente dispositivos de áudio e comunicações. placas de som e modems são os dispositivos mais comuns que se beneficiam desta especificação. O ACR e padrões similares contribuem para reduzir custos de hardware transferindo muitas das tarefas de processamento para a CPU do computador. Como isso é feito quase que somente em placas-mãe baratas e equipadas com CPUs de menor potência, a performance geral da máquina quase sempre é degradada pelo uso de tais artifícios.
O ACR usa um conector PCI de 120 pinos o qual retém compatibilidade reversa com placas AMR de 46 pinos e possibilita o uso de novas tecnologias. Para o fabricante, seu uso também é mais simples e barato, visto que os conectores são idênticos aos conectores PCI em estoque. Entre as novas características suportadas pelo ACR, estão um padrões para uma EEPROM que armazena informações sobre o modelo e o fabricante, suporte USB e Integrated Packet Bus, que dá suporte à Digital Subscriber Line (DSL), cable modem e redes sem fio.

## História
A especificação ACR foi criada pelo Advanced Communications Riser Special Interest Group (ACR SIG) em 2000, com o intuito de substituir a especificação AMR. Por causa de sua compatibilidade reversa com as placas AMR e por ser tecnicamente superior, rapidamente substituiu o padrão anterior.
A especificação ACR, todavia, foi tornada obsoleta pelo uso de componentes discretos montados diretamente nas placas-mãe.